# Henry A. Fletcher
Henry Addison Fletcher (* 11. Dezember 1839 in Cavendish, Vermont; † 19. April 1897 ebenda) war ein US-amerikanischer Veteran des Sezessionskriegs, Politiker und Landwirt, der von 1890 bis 1892 Vizegouverneur von Vermont war.

## Leben
Fletcher wurde in Cavendish, Vermont geboren. Bereits sein Vater und der Großvater waren Vermonter Politiker. Der Vater Ryland Fletcher war von 1854 bis 1856 Vizegouverneur von Vermont und Gouverneur von 1856 bis 1858 von Vermont. Sein Großvater Aseph Fletcher war Mitglied der Versammlung die beim Kongress den Beitritt von Vermont in die Union beantragt hat. Außerdem war er mehrere Male in der Vermonter Legislative. Er war Landrichter und Wahlmann bei Präsidentenwahlen.
Henry Fletcher wurde am 29. August 1862 angeworben und musterte als 2. Sergeant der Company C in der 16th Vermont Infantry an. Zum 1. Sergeant wurde er am 23. Oktober 1862 befördert. Zum Sergeant Major wurde er am 9. März 1863 befördert und 2. Leutnant der Company C wurde er am 23. April 1863. Er verließ die Armee mit seinem Regiment am 10. August 1863.
Für die Republikanische Partei war Fletcher Abgeordneter im Repräsentantenhaus von Vermont in den Jahren 1867, 1868, 1878, 1880 und 1882 und er repräsentierte das Windsor County im Senat von Vermont im Jahr 1886 und war Präsident des Senats. Er arbeitete in Ausschüssen für Banken, Eisenbahnen, der Überarbeitung von Gesetzen und im allgemeinen Ausschuss. Außerdem war er Militärberater, mit dem Rang eines Obersts für Gouverneur Redfield Proctor. 1890 wurde er zum 36. Vizegouverneur von Vermont unter Gouverneur William W. Stickney gewählt.
Fletcher, der nicht verheiratet war, bewirtschaftete zudem das Familienanwesen, welches bereits mehr als 100 Jahre der Familie gehörte. Er starb am 19. April 1897 in Cavendish. Sein Grab befindet sich auf dem Cavendish Village Cemetery.